# Krokava
Krokava é um município da Eslováquia, situado no distrito de Rimavská Sobota, na região de Banská Bystrica. Tem 10,4 km² de área e sua população em 2018 foi estimada em 26 habitantes.

## Demografia
| Ano:        | 1994 | 2004   | 2014    | 2024    |
| ----------- | ---- | ------ | ------- | ------- |
| Broj ljudi: | 35   | 34     | 29      | 18      |
| Razlika:    |      | -2,85% | -14,70% | -37,93% |

| Ano:               | 2023 | 2024 |
| ------------------ | ---- | ---- |
| Número de pessoas: | 18   | 18   |
| Diferença:         |      | +0%  |